# لورس
شهر لورس (به پرتغالی: Loures) در لورس در کشور پرتغال واقع شده‌است. جمعیت این شهر ۲۶٬۰۰۰ نفر است. در تاریخ ۹ اوت ۱۹۹۰ به عنوان شهر شناخته شد.